# تقی صاحب‌قلم
تقی صاحب‌قلم سیاست‌مدار ایرانی بود، که در  دوره بیستم  و  دوره بیست و یکم   بعنوان نماینده ارومیه در مجلس شورای ملی حضور داشت.

## زندگی‌نامه
تقی صاحب‌قلم متولد ١٢٩٣ در تبریز است.وی دارای مدرک دکترای داروسازی از  دانشکده داروسازی است. وی مدتی وزارت کشور مشغول بود و به استاندارى در آذربایجان غربی منصوب شد. سپس استاندار كرمانشاه شد و چند سالى هم در آنجا مشغول بود. در دوره‏ بیستم از طرف مردم ارومیه به مجلس شورای ملی رفت. 